# Cèl·lules MDCK
Les cèl·lules del ronyó caní Madin-Darby (MDCK) són un model de línia cel·lular de mamífers utilitzat en investigacions biomèdiques. Les cèl·lules MDCK s'utilitzen per a una gran varietat d'estudis de biologia cel·lular, incloent estudis de polaritat cel·lular, adhesions cèl·lula-cèl·lula (unions adherens), motilitat cel·lular col·lectiva, així com respostes a factors de creixement. És un dels pocs models de  cultiu de cèl·lules que s'adapta al cultiu cel·lular 3D i als reordenaments multicel·lulars coneguts com a morfogènesi de branques.

## Història
Després de l'aïllament inicial del 1958 de les cèl·lules  epitelials del túbul renal d'un gos adult Cocker Spaniel per part de Stewart H. Madin i Norman B. Darby, Jr., la línia cel·lular que porta el seu nom es va emprar principalment com a model d'infecció viral de cèl·lules de mamífers. De fet, van optar per aïllar els túbuls renals precisament amb aquest objectiu, ja que abans havien tingut èxit amb la infecció vírica de cèl·lules derivades dels túbuls renals d'altres mamífers. Així, l'objectiu inicial d'aïllar i cultivar cèl·lules d'aquest teixit no era generar un nou sistema model per a la biologia de cèl·lules epitelials. No va ser fins al 1970 que el laboratori de Zbynek Brada va publicar un treball descrivint les cèl·lules MDCK com una línia de cèl·lules representativa que marca signes de cèl·lules epitelials del túbul renal. Van basar aquesta conclusió en les activitats de transport de fluids de monocapa formades de cèl·lules MDCK, la presència de microvelles a la seva superfície apical (superior) i la seva capacitat d'autoorganitzar-se, en créixer en 3D, en esferes buides. En el seu informe, els autors especulaven que l'expressió histotípica mitjançant la qual les cèl·lules MDCK formessin estructures que recordessin el seu teixit d'origen podrien ser fructífiques aplicades a l'estudi d'altres teixits. Les dècades següents els han demostrat en gran manera, tot i que el repertori per estudiar l'organització i el comportament de les cèl·lules dins dels teixits s'ha ampliat àmpliament.